# حسام میثاقی
حسام میثاقی فعال حقوق بشر و حقوق اقلیت‌های مذهبی، وبلاگ نویس، فعال حقوق محرومین از تحصیل و اخراج شده از دانشگاه سنائی اصفهان در رشته زبان‌ها می‌باشد . حسام میثاقی در گذشته از موسسین و فعالین در کمیته حق تحصیل مجموعه فعالان حقوق بشر در ایران بوده‌است. از جمله فعالیت‌های وی پس از جدایی از مجموعه فعالان حقوق بشر در ایران می‌توان به عضویت در کمیته گزارشگران حقوق بشر اشاره کرد.